# 庞泉沟镇
庞泉沟镇，是中华人民共和国山西省吕梁市交城县下辖的一个乡镇级行政单位。2021年5月28日，将原会立乡的龙江寨、代家庄、双家寨、中庄、寨则、上长斜6个村委会划归庞泉沟镇管辖。

## 行政区划
庞泉沟镇下辖以下地区：
神尾沟村、长立村、二合庄村、柴逯沟村、大草坪村、横尖村、社堂村、山水村、苏家湾村和市庄村。